# Theresa Katharina Lubomirska

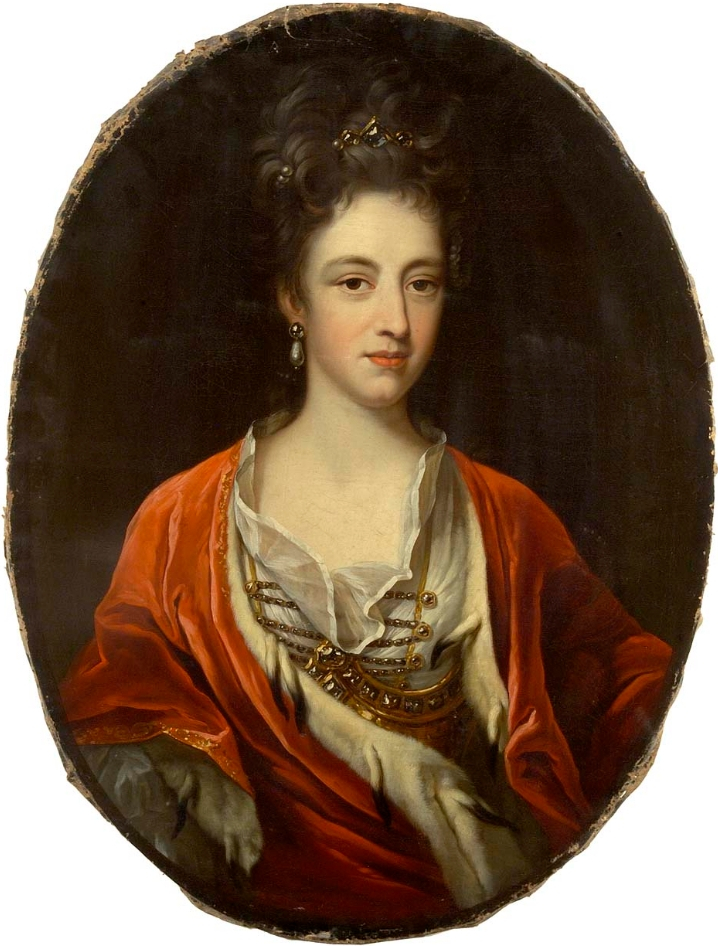
Theresa Katharina Lubomirska, gemalt von Jan Frans van Douven

Theresa Katharina Lubomirska (* 1. Januar 1685; † 7. Januar 1712 in Innsbruck) war eine polnische Prinzessin aus dem Adelsgeschlecht der Lubomirskis und wäre durch Heirat Kurfürstin der Kurpfalz geworden.
Theresa Katharina war die Tochter des Magnaten Józef Karol Lubomirski und seiner Frau Teofilia Ludwika Lubomirska, geborene Zasławska, dadurch entstammte sie zweier einflussreicher Adelsfamilien Polen-Litauens.
Am 15. Dezember 1701 heiratete sie in Krakau Karl Philipp, den späteren Kurfürsten der Pfalz. Ihre beiden Kinder Theophile Elisabeth Franziska (1703–1705) 
und Anna Elisabeth Theophile (1709–1712) verstarben bereits im Kindesalter.
| Personendaten    | Personendaten                 |
| ---------------- | ----------------------------- |
| NAME             | Lubomirska, Theresa Katharina |
| KURZBESCHREIBUNG | polnische Adlige              |
| GEBURTSDATUM     | 1. Januar 1685                |
| STERBEDATUM      | 7. Januar 1712                |
| STERBEORT        | Innsbruck                     |